# ライアン・ミラー
ライアン・ミラー（Ryan Millar、1978年1月22日 - ）はアメリカ合衆国の男子バレーボール選手。現役時代のポジションはミドルブロッカー。元アメリカ代表。

## 来歴

### クラブチーム
カリフォルニア州サン・ディマス出身。1999年、ブリガムヤング大学を卒業。
2000年、イタリアセリエA1（当時）のVolley Forlìへ入団しプロバレーボール選手としてのキャリアをスタートさせる。
2001年、Gabeca Pallavoloへ移籍。2001/02シーズンのセリエA1リーグで7位となる。同チームには4年間在籍した。2005/06シーズンはTrentino Volleyでプレーし、リーグ6位、イタリアカップ3位となった。
2006年8月、ブリガムヤング大学の臨時コーチに任命された。2007/08シーズンはセリエA1のSparkling Milanoでプレーした。
2008年、トルコリーグのIstanbul BBSKへ移籍。2008/09シーズンのトルコリーグ優勝へ導いた。
2010年、アセッコ・レソヴィア・ジェシュフへ入団。2010/11シーズンのポーランドプラスリーガで3位となった。2011/12シーズンはロシアスーパーリーグのLokomotiv Novosibirskでプレーし、現役を引退した。

### 代表チーム
1998年、アメリカ代表に初選出された。
2000年、シドニー五輪に出場。
2002年、世界選手権に出場。2003年のワールドカップ、2004年アテネ五輪では4位となった。
2005年、日本で開催されたグラチャンでは銀メダルを獲得し、自身もベストブロッカー賞を受賞した。
2007年、ワールドリーグで銅メダルを獲得した。
2008年、北京五輪では金メダルを獲得した。
2011年、ワールドカップに出場した。

## 球歴
- オリンピック - 2000年、2004年、2008年
- 世界選手権 - 2002年、2006年
- ワールドカップ - 2003年、2007年、2011年
- グラチャン - 2005年
- 北中米選手権 - 2005年、2007年、2009年、2011年

## 受賞歴
- 2005年 グラチャン ベストブロッカー賞

## 所属クラブ
- ブリガムヤング大学
- Volley Forlì（2000-2001年）
- Gabeca Pallavolo（2001-2005年）
- Trentino Volley（2005-2006年）
- Sparkling Milano（2007-2008年）
- Istanbul BBSK（2008-2010年）
- アセッコ・レソヴィア・ジェシュフ（2010-2011年）
- Lokomotiv Novosibirsk（2011-2012年）